# La Cruda (álbum)
La Cruda es el álbum de estudio debut y homónimo de la banda de rock argentina La Cruda, lanzado en diciembre de 1996 de manera independiente. Sirvió para la banda como primer material demo de difusión.
El disco está compuesto por 12 temas propios de la banda y fue grabado en una quinta en las afueras de la ciudad de Santa Fe, con el estudio móvil Depoland.
El ingeniero a cargo de la grabación y mezcla fue Juanjo Burgos y como asistente de grabación trabajó Yago Blanco. Fue masterizado en los estudios Soundesigner de Capital Federal por Mario Breuer. También contó con la participación estelar de Charly García en bajo y arreglos en el tema "Harto del Silencio".

## Lista de canciones
1. Figurado
2. La Tentación
3. Germen
4. Mago Sol
5. Mono
6. Ella Agita
7. Cruda M.
8. Resbalando
9. Perdió
10. Piel
11. Agua en las Bocas Secas
12. Harto del Silencio

## Personal
- Rodrigo "Negro" González - Voz
- Martín Zaragozi - Bajo
- Leonardo Moscovich - Guitarra y coros
- Tristán Ulla - Guitarra y coros
- Javier "Mono" Farelli - Batería